# Claro Sports
Claro Sports es un canal de televisión latinoamericano de origen mexicano y es propiedad de América Móvil, el cual basa su programación en deportes. Es distribuido exclusivamente por la proveedora de televisión Claro TV, salvo en México donde se ofrece en operadores tales como Star TV, Dish, Megacable y Totalplay. El canal adquirió las transmisiones para Latinoamérica de los Juegos Olímpicos de Tokio 2020, y los Juegos Paralímpicos de Tokio 2020, como también de los Juegos Olímpicos de París 2024 y los Juegos Paralímpicos de París 2024.
Este canal fue reemplazo de otras señales en tres países: en Colombia, reemplazó al Canal Versus de Claro TV; en México, reemplazó al canal Viva Sports, operado por MVS Comunicaciones; en Venezuela, reemplazó al canal Sport Plus o también llamado Canal Plus, en algunos cableoperadores.

## Historia
Antes de que Claro Sports fuera lanzada al aire, el canal era conocido como Viva Sports, el cual no estaba muy difundido entre las cableoperadoras, además que no contaba con una programación variada que le asegurase una audiencia estable. El canal fue lanzado como tal el 16 de diciembre de 2013 bajo el respaldo de América Móvil y de su director, Arturo Elías Ayub. La señal está disponible en toda Latinoamérica, donde América Móvil posee sistemas de televisión de pago.
El primer programa nació bajo la idea del productor Pepe Quirarte, siendo un noticiero conducido por Gabriela Cobo y Rodrigo Méndez. Poco después se realizaron cápsulas informativas cada hora con el nombre "tiempo fuera". También terminó haciendo convenio en México con el periódico español Marca, con el cual fusionaron contenidos y coberturas. De esa manera se fue sumando el equipo, y el contenido fue creciendo hasta consolidarse como el canal que es hoy en día.
El 28 de julio de 2019, Claro Sports inició operaciones en Guatemala, para así ofrecer contenidos locales para Centroamérica y República Dominicana. En Guatemala cuenta con los derechos de transmisión de tres equipos de la Liga Nacional de Fútbol y de 11 clubes de la Liga Primera División.

## Disputa con Fox Sports (2022)
El 31 de julio de 2022, mientras se transmitía un partido de León vs. América del Torneo Apertura 2022 a través de Claro Sports mediante su canal de YouTube "Marca Claro", el canal de televisión Fox Sports sacó del aire dicha emisión que se realizaba en ese sitio web; esto, según Fox Sports, por incumplimiento de derechos de autor. A raíz de esto, Claro Sports recuperó la transmisión, solo para que minutos después, fuera sacada de nueva cuenta por Fox Sports.
En un comunicado, América Móvil, Claro Sports y Marca Claro a través de su director de contenidos Arturo Elías Ayub (quién declaró  mediante Twitter: "Cuando tienes un producto malo y caro como Fox Sports Que compite con uno mucho mejor como el de @MarcaClaro y @ClaroSports tienes que valerte de artimañas sucias como la de ayer en el #leon Vs #america aunque perjudiques a millones de aficionados") explicaron que ellos también tenían los derechos para transmitir los partidos como local del Club León, por lo cual iniciarían acciones legales contra Fox Sports y su matriz Grupo Multimedia Lauman por daños y prejuicios.
Por otro lado, Fox Sports sacó también un comunicado donde declaraban que tenían toda responsabilidad del incidente, pero que no permitirían que partidos con derechos entre FOX y otras cadenas se emitan gratuitamente, ya que algunos se muestran solo en la señal Premium y hay usuarios que pagan una suscripción por dicho canal. Poco después, ambas cadenas iniciaron negociaciones para evitar nuevos incidentes.